# Zuid-Beijerland
Zuid-Beijerland (51° 45′ N, 4° 22′ L) é uma cidade dos Países Baixos, na província de Holanda do Sul. Zuid-Beijerland pertence ao município de Korendijk, e está situada a 10 km, a sul de Spijkenisse.
Em 2001, a cidade de Zuid-Beijerland tinha 2407 habitantes. A área urbana da cidade é de 0.62 km², e tem 972 residências.
A área de Zuid-Beijerland, que também inclui as partes periféricas da cidade, bem como a zona rural circundante, tem uma população estimada em 3020 habitantes.